# 渡辺哲夫
渡辺 哲夫（わたなべ てつお、1949年 - ）は、日本のフロイト派の精神科医。
茨城県生まれ。1973年東北大学医学部卒業、2年東京医科歯科大学医学博士。都立松沢病院、東京医科歯科大学、正慶会栗田病院、いずみ病院（沖縄県うるま市）、稲城台病院勤務。

## 著書
- 知覚の呪縛 病理学的考察 西田書店, 1986.8／ちくま学芸文庫, 2002
- 死と狂気 死者の発見 筑摩書房, 1991.7／ちくま学芸文庫, 2002
- シュレーバー 筑摩書房, 1993.12
- 鴎外史伝の根源 西田書店, 1996.10
- 二十世紀精神病理学史序説 西田書店, 2001.12
  - 二〇世紀精神病理学史 ちくま学芸文庫, 2005
- <わたし>という危機 平凡社, 2004.10（問いの再生）
- 祝祭性と狂気 故郷なき郷愁のゆくえ 岩波書店, 2007.11
- フロイトとベルクソン　岩波書店, 2012／講談社学術文庫, 2025.3
- 創造の星　天才の人類史　講談社選書メチエ, 2018.8

## 翻訳
- 破瓜病 E.ヘッカー 星和書店, 1978.2
- 緊張病 K.L.カールバウム 星和書店, 1979.3
- ある神経病者の回想録 ダニエル・パウル・シュレーバー 筑摩書房, 1990.11／講談社学術文庫, 2015.10
- 新訳 モーセと一神教 ジークムント・フロイト 日本エディタースクール出版部, 1998.12／ちくま学芸文庫, 2003
- モーセという男と一神教 / 反ユダヤ主義にひとこと /『タイム・アンド・タイド』女性編集者宛書簡 /イスラエル・コーエン宛書簡 /イスラエル・ドリュオン著『リュンコイスの新国家』への緒言 /イスラエル・ドリュオン宛書簡二通抜粋  
  - フロイト全集 22(1938年) に収録、岩波書店, 2007.5

## 参考
- 祝祭性と狂気―故郷なき郷愁のゆくえ - 紀伊国屋書店BookWeb